# محمدمهدی فداکار
محمدمهدی فداکار داورانی (زاده رفسنجان) سیاستمدار ایرانی است که از سال ۱۴۰۱ تا ۱۴۰۳ به‌عنوان استاندار استان کرمان فعالیت می‌کرد. در ۱۱ اردیبهشت ۱۴۰۱، هیئت وزیران دولت سیزدهم به‌عنوان استاندار کرمان به وی رأی اعتماد دادند.

## سوابق
وی مدرک دکترای جامعه‌شناسی توسعه دارد و در سمت‌های مختلفی از جمله معاونت اداری و مالی وزارت فرهنگ و ارشاد اسلامی در دولت دهم، معاونت توسعه مدیریت و منابع دانشگاه آزاد اسلامی و ریاست هیئت‌مدیرهٔ بنیاد بین‌المللی فرهنگی و هنری امام رضا و  عضو هیئت امنا و معاونت دانشجویی فرهنگی دانشگاه علوم پزشکی کرمان فعالیت کرده‌است.